# Wendy Weinberg
Wendy Elizabeth Weinberg, nach Heirat Wendy Farber und Wendy Weil (geboren am 27. Juni 1958 in Baltimore, Maryland), ist eine ehemalige Schwimmerin aus den Vereinigten Staaten, die eine olympische Bronzemedaille und eine Goldmedaille bei Panamerikanischen Spielen gewann.

## Karriere
Wendy Weinberg gewann bei der Makkabiade 1973 vier Gold- und drei Silbermedaillen. Zwei Jahre später siegte sie bei den Panamerikanischen Spielen 1975 in Mexiko-Stadt über 800 Meter Freistil knapp vor ihrer Landsfrau Mary Montgomery.
1976 belegte Weinberg bei den US-Ausscheidungswettkämpfen für das Olympiateam über 800 Meter Freistil den zweiten Platz hinter Shirley Babashoff. Bei den Olympischen Spielen 1976 in Montreal war Petra Thümer aus der DDR die Vorlaufschnellste vor Nicole Kramer, der dritten Schwimmerin aus den Vereinigten Staaten. Im Finale siegte Thümer vor Babashoff, fünf Sekunden hinter Babashoff erschwamm Wendy Weinberg die Bronzemedaille, Nicole Kramer wurde nur Fünfte. 1977 erkämpfte Wendy Weinberg die Bronzemedaille über 400 Meter Freistil bei der Universiade in Sofia. Im gleichen Jahr war sie auch erneut bei der Makkabiade erfolgreich.
Wendy Weinberg schwamm 1976 für den Homewood Aquatics Club. 1977 studierte sie an der University of Virginia, wechselte dann an die University of North Carolina und graduierte schließlich an der Emory University. Sie war nach ihrem Studium als Physiotherapeutin tätig.